# Humani generis unitas
Humani Generis Unitas je papeška okrožnica (enciklika), ki jo je napisal papež Pij XI. 10. februarja 1939. Hotel jo je objaviti 11. februarja 1939, pa je dan poprej umrl.
V okrožnici je papež obsodil antisemitizem, rasizem in preganjanje Judov.